# Борид европия
Бори́д евро́пия — бинарное неорганическое соединение
европия и бора с формулой EuB6,
тёмно-серые кристаллы.

## Получение
- Реакция оксида европия и карбида бора:

{\displaystyle {\mathsf {Eu_{2}O_{3}+3B_{4}C\ {\xrightarrow {1650^{o}C}}\ 2EuB_{6}+3CO}}}
- Восстановление оксида европия бором:

{\displaystyle {\mathsf {Eu_{2}O_{3}+14B\ {\xrightarrow {T}}\ 2EuB_{6}+B_{2}O_{3}}}}

## Физические свойства
Борид европия образует тёмно-серые кристаллы 
кубической сингонии,
параметры ячейки a = 0,4155 нм (по другим данным 0,4178 или 0,4167 нм).

## Использование
Используется в качестве выгорающего поглотителя нейтронов в ядерных реакторах.